# Australian air Express
Australian air Express — колишня австралійська логістична компанія, що базується в Австралії (штат Вікторія). Вона здійснює вантажні перевезення з використанням літаків, орендованих у авіакомпаній Qantas, National Jet Systems і Pel-Air. У неї також є автомобільний парк для вантажних перевезень.

## Історія і операційна діяльність
Компанія Australian air Express була заснована в 1992 році як спільне підприємство найбільшої австралійської авіакомпанії Qantas (50%) і державної поштової компанії Australia Post (50%). Повітряні перевезення почалися 1 серпня 1992 року.
Для термінових перевезень компанія Australian air Express використовує систему "Next Flight", коли вантажі перевозяться на найближчому рейсі авіакомпаній групи Qantas (при наявності місця в вантажному відсіку літака). Для інших тарифів використовуються літаки, орендовані Australian air Express.

## Повітряний флот

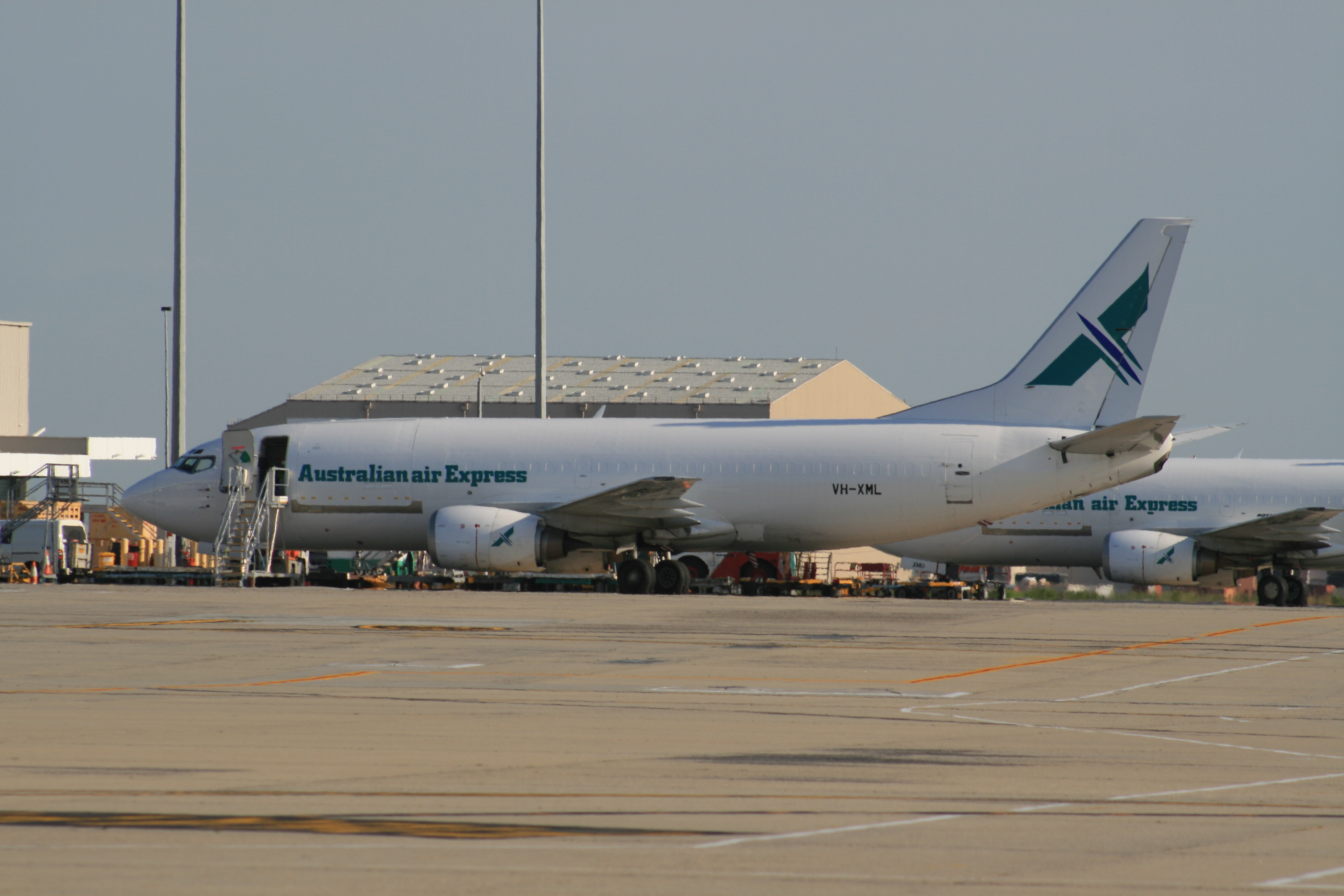
Boeing 737-300F

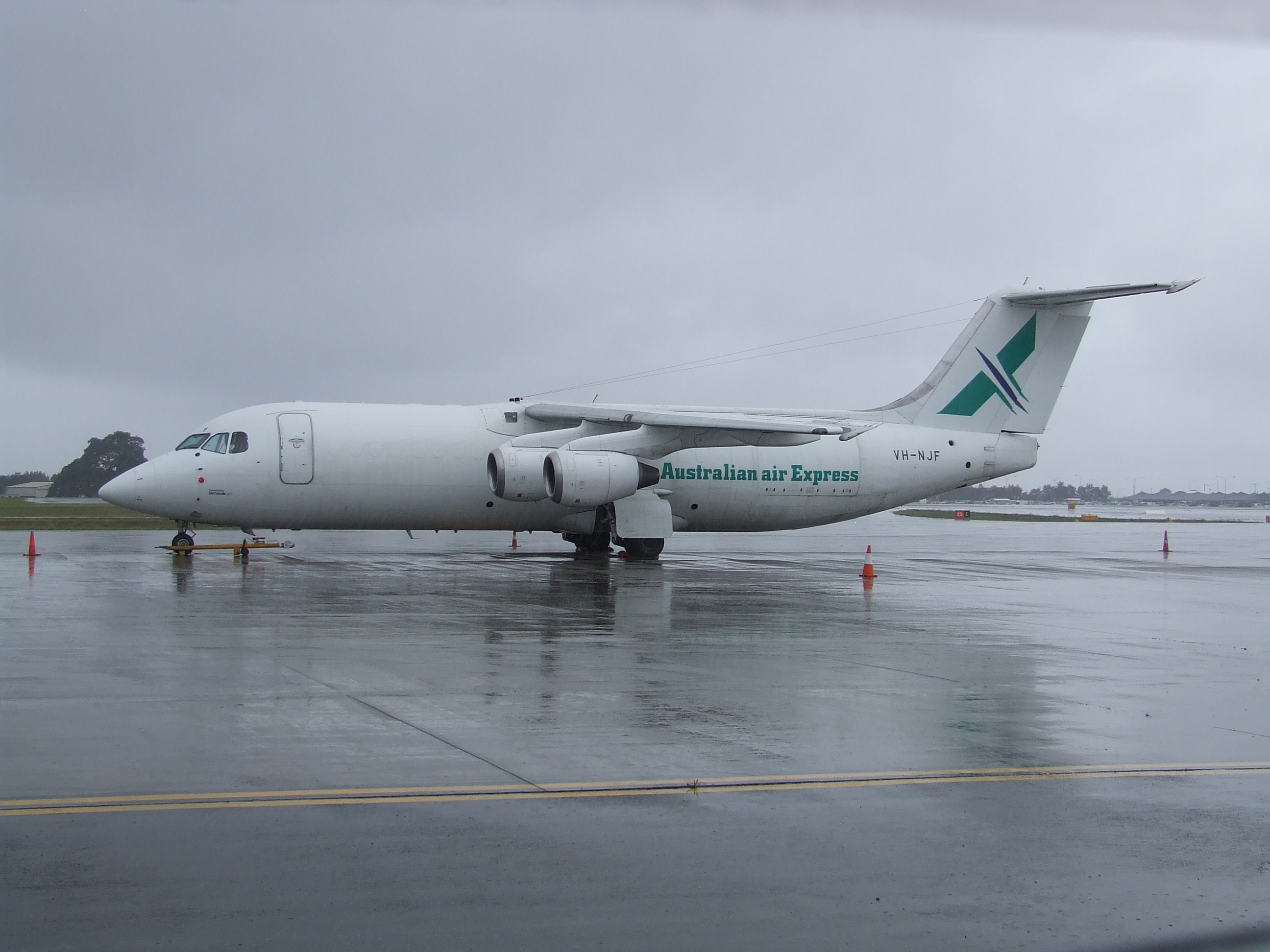
BAe 146-300

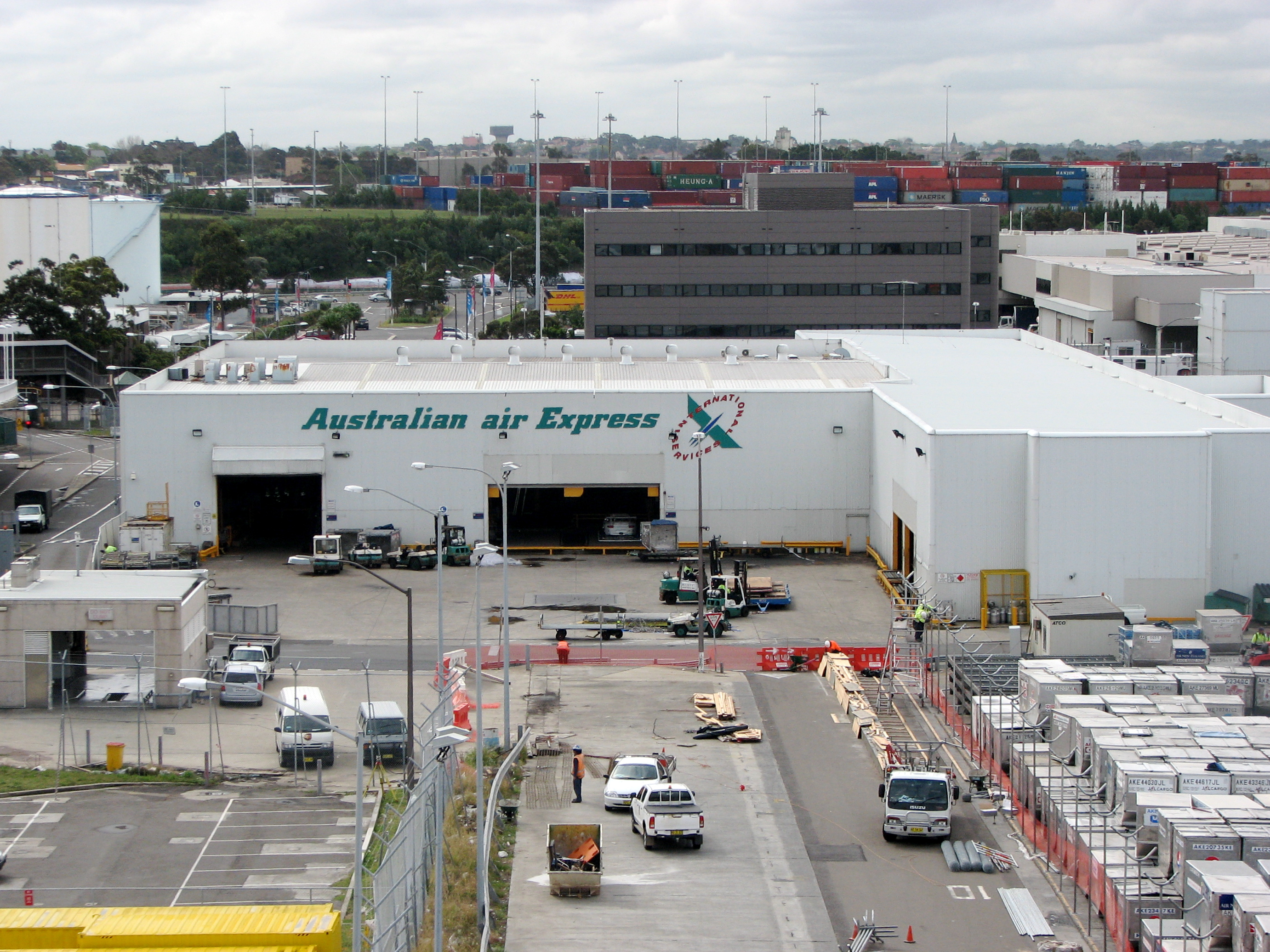
Будівля Australian air Express в аеропорту Сіднея

Станом на вересень 2010 року повітряний флот авіакомпанії Australian air Express становили такі літаки:

## Маршрутна мережа
У лютому 2008 року маршрутна мережа регулярних вантажних перевезень авіакомпанії Australian air Express включала в себе наступні пункти призначення:
| Місто      | Штат/територія Австралії         | ІАТА | ІКАО | Аеропорт             |
| Аделаїда   | Південна Австралія               | ADL  | YPAD | Аеропорт Аделаїди    |
| Айєрс-Рок  | Північна територія               | AYQ  | YAYE | Аеропорт Айерс-Рок   |
| Брисбен    | Квінсленд                        | BNE  | YBBN | Аеропорт Брисбена    |
| Гов        | Північна територія               | GOV  | YPGV | Аеропорт Гов         |
| Голд-Кост  | Квінсленд                        | OOL  | YBCG | Аеропорт Голд-Кост   |
| Дарвін     | Північна територія               | DRW  | YPDN | Аеропорт Дарвіна     |
| Канберра   | Австралійська столична територія | CBR  | YSCB | Аеропорт Канберри    |
| Кернс      | Квінсленд                        | CNS  | YBCS | Аэропорт Кернса      |
| Лонсестон  | Тасманія                         | LST  | YMLT | Аеропорт Лонсестона  |
| Маккай     | Квінсленд                        | MKY  | YBMK | Аеропорт Маккай      |
| Мельбурн   | Вікторія                         | MEL  | YMML | Аеропорт Мельбурна   |
| Ньюкасл    | Новий Південний Уельс            | NTL  | YWLM | Аеропорт Ньюкасла    |
| Перт       | Західна Австралія                | PER  | YPPH | Аеропорт Перта       |
| Рокгемптон | Квінсленд                        | ROK  | YBRK | Аеропорт Рокгемптона |
| Сідней     | Новий Південний Уельс            | SYD  | YSSY | Аеропорт Сіднея      |
| Таунсвіль  | Квінсленд                        | TSV  | YBTL | Аеропорт Таунсвілла  |
| Гобарт     | Тасманія                         | HBA  | YMHB | Аеропорт Гобарта     |